# Sprekelia
Sprekelia là chi thực vật có hoa trong họ Amaryllidaceae.

## Hình ảnh

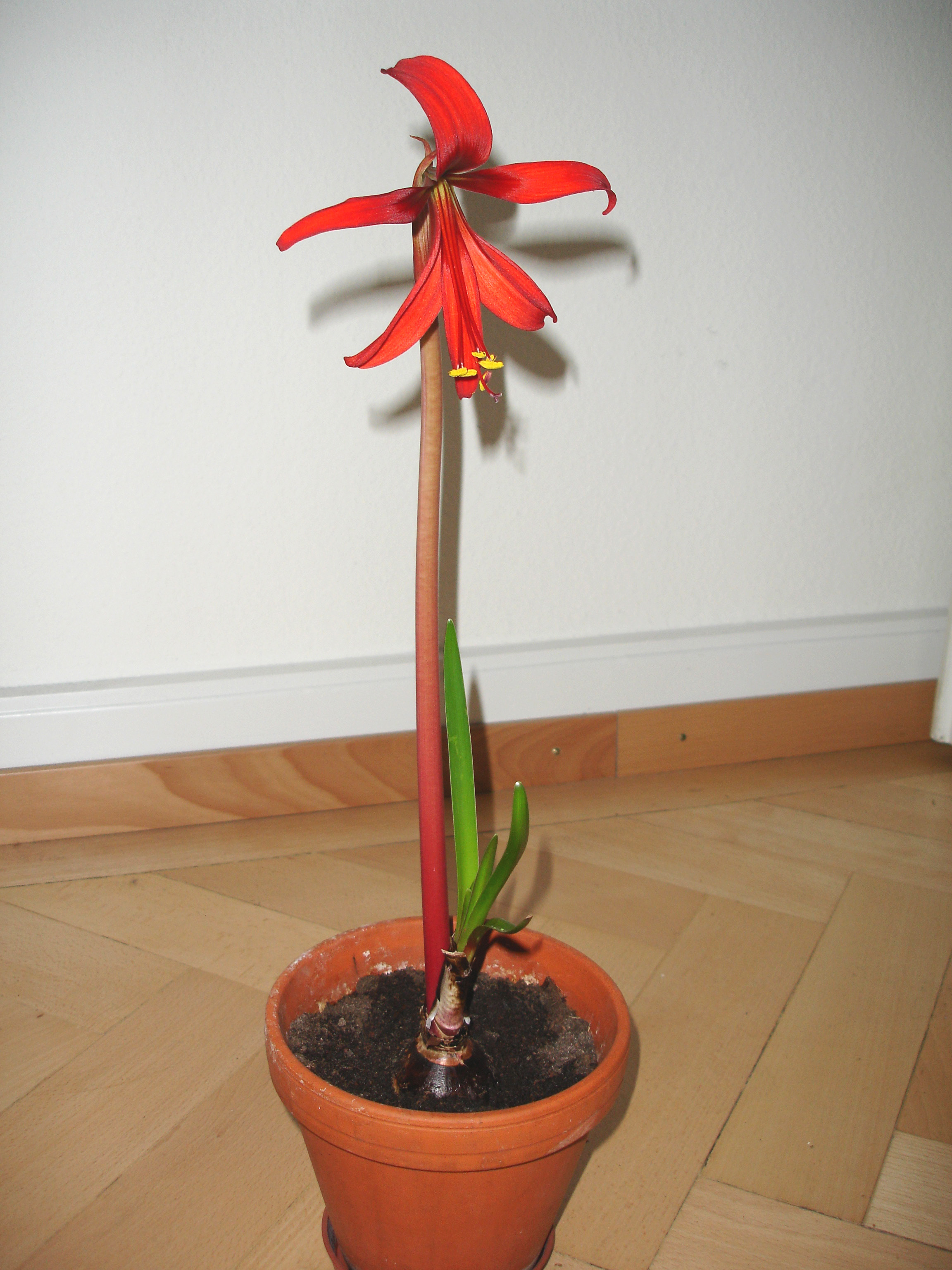
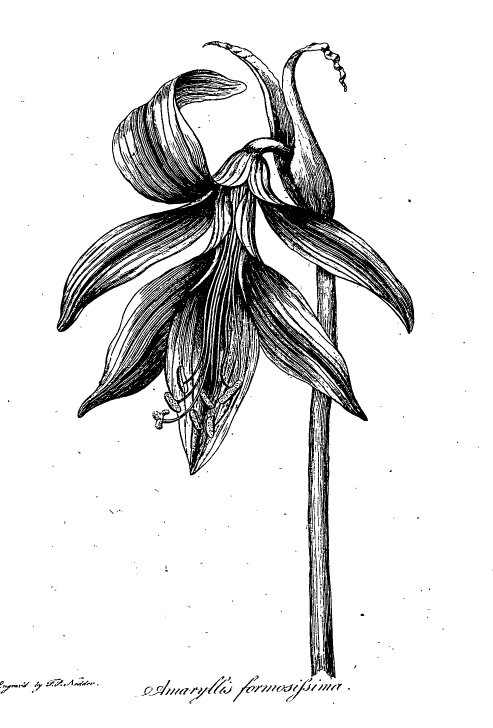
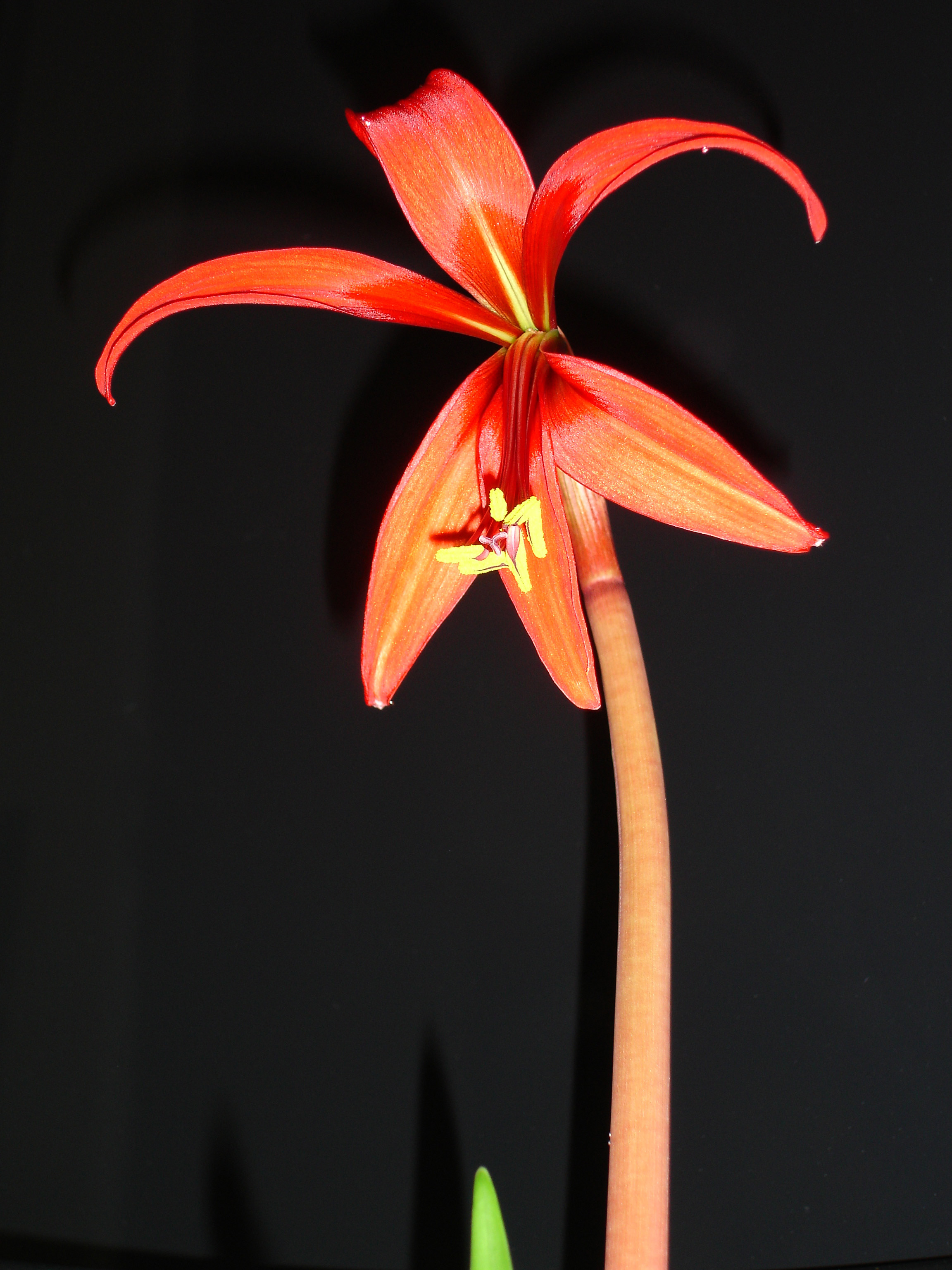